# レツゴー三匹
レツゴー三匹（レツゴーさんびき）は、かつて存在した日本のお笑いトリオ。
昭和後期から平成初期に活動していた。トリオとしての所属事務所は和光プロダクションを経て、最終的には松竹芸能。後にじゅんのみオフィスのいりに所属していた。
タイヘイ一門の総領格。

## トリオ略歴
ルーキー新一率いる「ルーキー爆笑劇団」の座員だった正児・じゅん・一修が、同劇団の活動停止に伴い旗揚げした。トリオ名の由来は名古屋の焼き鳥店「三匹」。それだけではインパクトがないとして英語の「Let's Go」を付けた。正児によると聞き取りやすさとサインの書きやすさを狙い、「レッツゴー」ではなくあえて促音を抜いた表記の「レツゴー」としたという。
1年のちに一修が脱退。偶然同じ日に所属グループを失った長作を誘い、トリオを維持すると共に長作の師匠であるタイヘイトリオのタイヘイ洋児の門下に移る。1968年9月に新花月で初舞台。 
1969年に松竹芸能に移籍し、公式にはこの年を結成年としている。千日劇場や、同劇場閉鎖後は道頓堀角座をホームグラウンドに活動した。本業の漫才では、1970年代に放送局主催の賞を多数受賞するかたわら、歌謡曲のレコードを発売した。歌謡曲のうち、1973年に発売した「新地ワルツ」は当時10万枚を超えるヒットになっている。山城新伍に気に入られ、1980年代にテレビ朝日系で放送された山城司会の『笑アップ歌謡大作戦』にレギュラー出演し、全国的な知名度を上げた。

### 受賞歴
- 1970年 第1回NHK上方漫才コンテスト優秀敢闘賞[3]
- 1971年 第6回上方漫才大賞新人賞[3]
- 1973年 第8回上方漫才大賞[2][3]
- 1979年 第8回上方お笑い大賞金賞[2]
- 2019年 第22回上方演芸の殿堂入り

## 活動休止状態から事実上の解散
1990年代以降はトリオとしての活動が休止状態になっていく。2009年8月、長らく親交のあった2代目桂春蝶の実子・桂春菜改め3代目桂春蝶の襲名披露公演（大阪松竹座）に口上と漫才で参加したのが、公の場に3人揃った最後の機会となった。
2014年5月、じゅんが死去したことにより事実上の解散となった。ただし、この時点で松竹芸能は「トリオは正式に解散していません」とコメントしていた。その後、2018年2月に長作が、芸能活動を休止していた正児が2020年9月にそれぞれ死去し、一修も含めて全員が没したことで自然消滅となった。

## メンバー
- レツゴー 正児（レツゴー しょうじ、1940年8月11日[3] - 2020年9月29日）

香川県仲多度郡琴平町出身。本名:直井 正三（なおい しょうぞう）。ツッコミ担当、立ち位置は真ん中。
ルーキー新一の実弟。家計の問題で、大阪市立市岡商業高等学校に2年遅れで入学。同時期に同校へ在学し、後に芸能界入りした人物に2代目桂春蝶、6代桂文枝がいる。在学中は演劇部に所属し「対照的に背の高い」部員と漫才コンビを組んでABCラジオ『漫才教室』に出演、「卒業試験（＝勝ち抜きの最終週）」に合格した。この他、兄の新一ともコンビを組みテレビ素人参加番組に出演した際の写真が残っている。
高校卒業後、関西汽船に3年間勤務し、そののちは兄が経営する珠算塾の講師を2年務めた。この間の1963年4月に京芸プロ（漫画トリオの個人事務所）に所属し、同じ『漫才教室』出身の横山やすしと「横山やすし・たかし」を結成。しかし長続きせず、翌年に解散。その後、三田ホップ（後の3代目平和日佐丸）らと「三田ホップ・ステップ・ジャンプ」→「スリージョーク」を結成。正児は「三田ステップ」を名乗った。このとき、トリオ漫才の話術と間を習得したという。
このトリオも自然消滅し、正児は兄・新一を頼って吉本新喜劇に加入。芸名を「丸井正太」と改めた。1965年に新一が劇団員を率いて集団脱退し、軽演劇一座「ルーキー爆笑劇団」を立ち上げた際、正児は帯同の意思を示さなかったが、「トバッチリ」で吉本から解雇されたために、後を追って加入した。同劇団解散後、座員で「レツゴー三匹」を結成。タイヘイ洋児の「児」をもらい、芸名をレツゴー正児とした。
レツゴー三匹としての活動が休止状態になるに従い、俳優、講演活動、吾妻ひな子の「おんな放談」を模した「おとこ放談」と称する河内音頭を織り交ぜた漫談などで活動していたが、2014年6月に認知症の診断を受けたことが、ホームページ上で妻より明らかにされた。これ以降は介護付き老人ホームへ入居し、仕事を控え療養に専念していたが、2020年9月29日17時48分、肺炎のため大阪市内の病院で死去。80歳没。
- レツゴー じゅん（1945年7月2日 - 2014年5月8日[16]）

大阪府堺市出身。本名:渡辺 美二（わたなべ よしじ）。ボケ担当、立ち位置は向かって左。晩年は逢坂 じゅん（おうさか じゅん）を名乗った。
上宮高等学校在学中の1961年にエキストラでテレビドラマに出演した。このころ横山やすしとも親交があったという。高校卒業後、新聞に掲載されていた吉本新喜劇の研究生募集の広告を見て入団し、花紀京の付き人になる（坂田利夫らと同期）。1964年11月に初舞台。当時の芸名は渡 淳（わたり じゅん、命名は前田五郎）。翌年ルーキー新一に帯同し、「ルーキー爆笑劇団」に移籍。座員だった正児、一修とレツゴー三匹を結成した。
1970年ごろ、藤山寛美の「アホばかりを集めよう」という声に呼応し、坂田利夫・西川きよし・月亭八方と共に「内山田洋とクール・ファイブ」のパロディ「フール・ファイブ」を結成。活動内容は5人集まって飲み歩くというものだった。
レツゴー三匹としての活動が休止状態になるに従い、ピンのテレビタレント、舞台俳優として活動。1991年、脚本家の逢坂勉（おうさか べん、本名:山像 信夫、野川由美子の夫）門下に入り、「逢坂じゅん」の名を用いるようになった。
2014年5月8日17時29分、脳出血のため大阪市内の病院で死去。68歳没。法名は「求芸院釋一道」（くげいいんしゃくいちどう）。
MC企画所属の俳優・渡辺知晃は三男。
- レツゴー 長作（レツゴー ちょうさく、1943年9月29日[19] - 2018年2月1日）

岡山県都窪郡妹尾町（現：岡山市南区）出身。本名:永原 誠（ながはら まこと）。フリ担当、立ち位置は向かって右。
両親は岡山を本拠とする旅回りの劇団の俳優だった。自身も俳優を目指し、妹尾町立妹尾中学校卒業後の1964年に父親の友人の紹介で松竹新喜劇の2代目渋谷天外に入門し、入団。同年道頓堀中座で初舞台。この間天外邸に2年間住み込んで芝居の修行をするかたわら、初代真山一郎のもとで歌謡曲を学んだ。1966年ごろ松竹新喜劇を離れ、タイヘイ洋児の門下でピンアップトリオに加入したのち、あひる艦隊（第3次）に参加。あひる艦隊解散の当日に正児とじゅんに誘われ、レツゴー三匹に加入。人 長作（じん ちょうさく）という歌手としての別名を持っていた。
レツゴー三匹としての活動が休止状態になるに従い、俳優としてテレビドラマや松竹新喜劇に出演したり、寄席において「難儀節」「長作のかわら版」と題する、津軽三味線を取り入れたボヤキ漫談を披露したりしていた。
2016年3月末から進行性のがんで入院し、2017年12月からは緩和ケアを開始。2018年2月1日20時35分、肺がんのため大阪市内の病院で死去。74歳没。2016年3月27日の大阪府道頓堀角座でのステージが最後の仕事となった。

### 元メンバー
- レツゴー 一修（レツゴー いっしゅう、1940年 - 1990年2月11日）

本名:森 一修（もり いっしゅう）。「ルーキー爆笑劇団」に在籍していた。結成直後の1年間在籍。後に黒木雪夫の名ですっとんトリオに参加。

## 芸風・ギャグ
- 舞台を広く使って走り回るなど、体を張ったどつき漫才。主に正児のツッコミとじゅんのボケによる掛け合いであり、長作は両者をまとめてツッコんだり我関せずとばかりに2人を傍観する様子で笑わせたりするなど、ネタの流れを転換するきっかけ（フリ）を担っていた[13]。
- 活動初期は正児曰く、消防車を演じる短躯の正児の両肩に消防士を演じるじゅんと長作がしがみつき「右へ行け!左へ行け!スピードを出せ!」などと無茶を言って正児を疲弊させるネタがあった[11]。晩年は年齢相応にどつきやアクションが減り、しゃべくり主体になっていた。
- ツカミ（＝冒頭）で「じゅんでーす」「長作でーす」と名乗っていき、最後に正児が「三波春夫でございます」と似てないものまねをしながら仰々しく自己紹介した所を、じゅんと長作の両方から頬をドツかれて正児のメガネがズレるというギャグがよく知られていた。あまりに似てないものまねのため1人だけ三波春夫のような着物を着て登場する事もあった[2][16][18]。

元々じゅんのみが正児をドツく形だったが、長作がアドリブを利かせてタイミングを合わせながらドツいたところ大ウケしたため、以降定着したという。
このツカミのために観客や視聴者の間で、じゅんと長作の名前は思い出せても正児の名前が思い出せず「三波春夫」と言ってしまうことが少なくなかったという。2002年にフジテレビ系列にて放送された『クイズ!ヘキサゴン』にて「丸の内OL回答率0%。漫才トリオ・レツゴー三匹、じゅんと長作ともう1人は誰?」という問題が出題され、解答者5名中3名が「三波春夫」と答えた事があった。
三波春夫の部分が小林幸子など別の芸能人に変わることもあった。
- 正児のネタ振りに長作がうまく対応する反面、じゅんがボケて正児にドツかれ、窮したじゅんが「ルーキーに貸した金返せ」と反撃するパターン。
- 禿げ上がったじゅんの額をからかう。
- 「こ～れからは～」[2]「アメリカでは～」[24] - じゅんのギャグ。外国人による片言日本語のパロディ。
- 『アップダウンクイズ』ネタ。

## エピソード
弟子との関係
当時唯一の弟子だったサブロー・シローが、ライバル吉本興業制作の『ヤングおー!おー!』（毎日放送）への出演を熱望したため、松竹芸能幹部の眼前で2人を叱責する芝居を打ち、周囲が破門を容認せざるを得なくなる形で円満移籍させてやったり、長期にわたる低迷で弟子の面倒を見切れなくなった横山たかし・ひろしから幸助・福助を引き受けてやるなどの逸話がある（これに伴い、幸助・福助は短期間ではあるが『それいけ!2匹』という名前で活動していた）。
パロディー
- 「ゴーゴー三匹」

1986年3月1日および3月8日にフジテレビ系『オレたちひょうきん族』で放映された、『お笑いスター誕生!!』（日本テレビ系）のパロディコーナー「ひょうきんスター誕生」内で、直弟子のサブロー・シロー（長作、じゅん）とラサール石井（正児）により結成された。
初登場時は余りに似すぎていたため本物が出てきたのかと客席が一瞬騒然となり、片岡鶴太郎が「シャレになんねー!」と叫びながらのたうち回って大笑いするなどひょうきん族の伝説となっている。また、オリジナルである彼らも自分たちの漫才で話題にしている。
- 「レッツゴー三万匹」

すんげー!Best10内で結成された、中川礼二（中川家）らによるユニット。ぴのっきをのネタにも同様の名称があった。
ハイジャックに遭遇
1979年、ハイジャックされた日航機に3人が乗り合わせ、客席から犯人の逮捕された操縦室に駆けつけたが、恐怖心から犯人のズボンを踏んづけただけであったという。

## 出演

### テレビバラエティ番組、演芸番組、情報番組
- 60分笑いっぱなし!!（1972年 日本テレビ系）
- 人気スター今週のベストテン(1973年-1974年 TBS系）
- 目方でドーン!（1975年-1982年 日本テレビ系）
- ヒット'77→ヒット'78（1977年-1978年 日本テレビ系） - 2代目司会。放送期間は1976年-1979年。
- 笑アップ歌謡大作戦（1978年-1982年 テレビ朝日系）
- ワイドYOU（1982年-1990年 毎日放送制作・TBS系）
- ボキャブラ天国シリーズ（1994年-1999年 フジテレビ系） - 「超ナニワ伝説」のキャッチコピーで短いダジャレネタを披露した。
- めちゃ×2イケてるッ!（フジテレビ系） - 2002年2月2日、「第4回笑わず嫌い王決定戦」のコーナー

正児のみ
- 五月みどりのとんでもない夜（1983年 テレビ東京）
- ナイトinナイト火曜日 おっちゃんVSギャル（1986年-2000年 ABC）

じゅんのみ
- 新伍のお待ちどおさま（1985年-1990年 TBS）
- 新伍Niタッチ!（1991年-1992年 毎日放送制作・TBS系）
- 森脇健児の切磋たく丸!!（1992年ｰ1994年 ABC）

### テレビドラマ
- 新・番頭はんと丁稚どん（1972年 毎日放送） - レギュラー
- ゆるしません! 第12話「強盗のお手伝い」（1979年 関西テレビ）
- 裸の大将放浪記 第10話「天狗の鼻は高いので」（1982年 関西テレビ）
- 水戸黄門（TBS / C.A.L）
  - 第10部 第26話「日本晴れ‼水戸街道 -水戸-」（1980年2月11日）- 長吉役（正児）、千太役（じゅん）
  - 第13部 第5話「ドジな息子の泥棒修業 -清水-」（1982年11月15日） - 法印役（長作）、小間物屋役（じゅん）
  - 第42部 第17話「さらわれた黄門さま -琴平-」（2011年2月14日） - 大海屋庄兵衛（じゅん）
- 銭形平次 第761話「花の若衆仁義」（1981年4月8日）
- 時代劇スペシャル 清水次郎長 「男の涙・石松の最后」（1982年4月30日、CX）- 江戸の千太（正児）、上方の与兵衛（じゅん）
- 新・なにわの源蔵事件帳（NHK）
  - 第6話「絵図面盗難事件」（1983年12月14日） （長作）
  - 第10話「エレキ恐るべし」（1984年2月1日） （じゅん）
- 怪人二十面相と少年探偵団II 第9回（1984年） - 農家役（正児）、警官役（じゅん）、現場作業員役（長作）

長作のみ
- 極楽家族（1979年 NHK）
- いのちの現場から（1992年-2006年 MBS制作・TBS系）話数不明
- 阪急ドラマシリーズ 「ときめき時代」（1993年 関西テレビ）
- 名奉行 遠山の金さん 第6シリーズ 第11話「復讐の女絵草子」（1994年、ANB / 東映） - 宝井京風
- 鬼平犯科帳 第7シリーズ 第1話「麻布ねずみ坂」（1996年、フジテレビ / 松竹）
- 連続テレビ小説 あすか（1999年-2000年 NHK） - 正直屋役
- 水戸黄門 第30部 第14話「激闘! 忍びの対決 -和歌山-」（2002年、TBS / C.A.L）- 久作

じゅんのみ
- 松平右近事件帳 第13話「知られたくなかった秘密」（1982年、NTV） - 易者役
- 暴れん坊将軍IIIスペシャル「激闘！大坂城 吉宗に挑む豊臣一族！」（1990年、ANB）
- ドラマ新銀河（NHK）
  - 大阪で生まれた女やさかい（1993年） - 谷口一郎
- チンチン電車（1993年9月15日、NHK）
- 新・部長刑事 アーバンポリス24（1993年頃、ABC）
- 江戸を斬るVIII 第8話「悪たれ婆さんの涙」（1994年、TBS） - 猪三次役
- 殿さま風来坊隠れ旅 （1994年、ANB）
  - 第1話「青年藩主失踪!! 次期将軍の座を捨て、混乱の市中へ! 田沼悪政に正義の鷹が翔ぶ!」- 平助
  - 第21話「次期将軍は誰!? 御三家女の乱」 - 平助
- 金曜プレステージ　浅見光彦シリーズ34（2009年6月12日、フジテレビ）
- 松本清張ドラマスペシャル・書道教授（2010年3月23日、日本テレビ）
- ハンチョウ〜神南署安積班〜 第2シリーズ 第6話（2010年2月8日、TBS） - 西口役
- 月曜ゴールデン 湯けむりバスツアー 桜庭さやかの事件簿2 （2010年4月19日、TBS） - 田野倉刑事役
- スペシャルドラマ 迷子（2011年2月19日、NHK） - 斉藤役
- 霧に棲む悪魔（2011年、東海テレビ） - 萩尾克次役
- BS時代劇 新選組血風録 第5話（2011年5月8日、NHK BSプレミアム） - 半井玄節役
- プレミアムドラマ 高橋留美子劇場（2012年、NHK BSプレミアム）
- 日曜劇場 半沢直樹 第3話（2013年7月28日、TBS） - 小村武彦役
- 連続テレビ小説 ごちそうさん （2013年11月、NHK） - うどん屋店主役
- 月曜ゴールデン 刑事夫婦1 （2014年2月3日、TBS） - 住職役
- 珈琲屋の人々 （2014年4月、NHK BSプレミアム） - 患者・荻原役

### ラジオ番組
- 東芝お好みショールーム（朝日放送ラジオ）

正児のみ
- レツゴー正児の泣き笑い歌謡曲（KBS京都）

### CM
- 東洋水産（1970年代）
- サウナレインボー（1980年、東京ローカル）
- 豚太郎餃子（1984年ごろ）
- サンポール
- 丸長石材
- 湖池屋ぽてち(声のみの出演、1992年)

じゅんのみ
- ハウス食品 好きやねん（1990年ごろ）

### 映画
- ネプチューン in どつきどつかれ（1998年、GAGA PRODUCTIONS）
- ドンを撃った男（1999年、GAGA PICTURES）

正児のみ
- 必殺! III 裏か表か（1986年、松竹）

長作のみ
- 森の学校（2002年）
- RED HARP BLUES（2002年、ギャガ・コミュニケーションズ）

じゅんのみ
- 難波金融伝・ミナミの帝王 長編5時間版（1998年、ケイエスエス）
- 難波金融伝・ミナミの帝王 10 堕ちる女（1999年、ケイエスエス）
- 難波金融伝・ミナミの帝王 12 消えない傷跡（1999年、ケイエスエス）

## 出版

### レコード・CD
シングル
いずれも、ジャケットの表記が「レッツゴー三匹」と誤っている。
- あなた信じて／あなた一人をたよっています（日本コロムビア AA-119、1972年）
- 新地ワルツ／女の終着駅（ビクター音楽産業 SV-2338、1973年）[20]
- どしゃぶり人生／懐メロ流し（ビクター音楽産業 SV-2365、1973年）

アルバム
- どしゃぶり人生（ビクター音楽産業 SJX-147、1973年）
  - 2007年にCDで再発売。

長作ソロ
- 道頓堀（とんぼり）人情（RVC RHS-231、1985年） - 人長作名義。鏡五郎、天童よしみらとほぼ同時に発表。
- 演歌・うちのカァちゃん（日本クラウン CRDN-24、1990年） - 人長作名義。
- 松鶴物語 酔いどれ五枚笹／歌は世につれ 世は歌につれ（キングレコード KIDD-1885、1999年） - レッツゴー長作名義。

### 著書
いずれもレツゴー正児の著作。
- 三角あたまのにぎりめし（ワセダ企画、1983年11月、ISBN B000J78LXM）
- フェアウェイの仲間たち レツゴー正児のゴルフ絵日記（せせらぎ出版、1993年11月、ISBN 4915655482）
- わかってるだけどそっちへ飛ばんのや レツゴー正児のゴルフ川柳（新葉館出版、2004年6月、ISBN 4860442210）

## 弟子

### 直弟子
- 太平サブロー・シロー[14]
- 幸助・福助[14] - 前名は『それゆけ!2匹』。師匠とは逆に松竹芸能から和光プロダクションに移籍し、『和光亭幸助・福助』→『コウスケ・フクスケ』→『幸助・福助』と改名。